# Jacques Lenoir
Jacques Lenoir (né le 13 août 1918 à Avignon et mort le 23 décembre 2008 à Sanary-sur-Mer) était un fonctionnaire français, qui a été directeur de plusieurs administrations policières, dont les Renseignements généraux de 1968 à 1971.

## Biographie
Il est licencié en droit et diplômé de droit pénal spécial. Commandant d'un groupe de combat dans la Résistance, il dirige à la Libération les services administratifs de la ville de Marseille.
Il est également directeur central des Renseignements généraux d'août 1968 à avril 1971, ancien préfet de Police de Paris et ancien directeur général de la Police nationale (il est nommé préfet de Police de Paris le 31 mars 1971, puis exerce les fonctions de directeur de la police nationale de juin 1973 à mars 1974) puis conseiller-maître honoraire à la Cour des comptes en 1974.

## Décorations
- Officier de la Légion d'honneur (1956)
  - chevalier en 1949
- Croix de guerre 1939–1945
- Chevalier de l'ordre de l'Étoile noire (1954)[3]